# Pływanie na Letnich Igrzyskach Olimpijskich 1908 – 4 × 200 m stylem dowolnym mężczyzn
Konkurencja pływacka 4 × 200 m stylem dowolnym na Letnich Igrzyskach Olimpijskich 1908 w Londynie odbyła się w dniach 24 lipca 1908 r. Uczestniczyło 20 pływaków z 6 państw.

## Wyniki

### Półfinały
Najszybsza drużyna z każdego półfinału i najszybsza przegrana drużyna awansowały do finału.

#### Półfinał 1
| Miejsce | Kraj        | Zawodnicy                                                              | Wynik   | Uwagi |
| ------- | ----------- | ---------------------------------------------------------------------- | ------- | ----- |
| 1.      | Australazja | Frank Beaurepaire Frank Springfield Reginald Baker Theodore Tartakover | 11:35,0 | Q,    |
| 2.      | Dania       | Poul Holm Harald Klem Ludvig Dam Hjalmar Saxtorph                      | 12:53,0 |       |
| –       | Belgia      |                                                                        |         | DNS   |

#### Półfinał 2
| Miejsce | Kraj              | Zawodnicy                                                      | Wynik   | Uwagi |
| ------- | ----------------- | -------------------------------------------------------------- | ------- | ----- |
| 1.      | Wielka Brytania   | William Foster Paul Radmilovic John Derbyshire Henry Taylor    | 10:53,4 | Q,    |
| 2.      | Stany Zjednoczone | Harry Hebner Leo Goodwin Charles Daniels Leslie Rich           | 11:01,4 | q     |
| 3.      | Szwecja           | Gustaf Wretman Gunnar Wennerström Harald Julin Adolf Andersson |         |       |

#### Półfinał 3
Węgrzy nie mieli przeciwnika w półfinale.
| Miejsce | Kraj     | Zawodnicy                                             | Wynik | Uwagi |
| ------- | -------- | ----------------------------------------------------- | ----- | ----- |
| 1.      | Węgry    | József Munk Imre Zachár Béla Las-Torres Zoltán Halmay |       | Q     |
| –       | Włochy   |                                                       |       | DNS   |
| –       | Holandia |                                                       |       | DNS   |

### Finał
| Miejsce | Zawodnik          | Kraj                                                                   | Wynik   | Uwagi |
| ------- | ----------------- | ---------------------------------------------------------------------- | ------- | ----- |
| złoto   | Wielka Brytania   | John Derbyshire Paul Radmilovic William Foster Henry Taylor            | 10:55,6 |       |
| srebro  | Węgry             | József Munk Imre Zachár Béla Las-Torres Zoltán Halmay                  | 10:59,0 |       |
| brąz    | Stany Zjednoczone | Harry Hebner Leo Goodwin Charles Daniels Leslie Rich                   | 11:02,8 |       |
| 4.      | Australazja       | Frank Beaurepaire Frank Springfield Reginald Baker Theodore Tartakover |         |       |